# Gerona (1864)
Pour les articles homonymes, voir Gerona.
 (juin 2021).
Si vous disposez d'ouvrages ou d'articles de référence ou si vous connaissez des sites web de qualité traitant du thème abordé ici, merci de compléter l'article en donnant les références utiles à sa vérifiabilité et en les liant à la section « Notes et références ».
Le Gerona  était une frégate à hélices, chef de sa classe, à coque en bois et à propulsion mixte par vapeur et voiles de la Marine espagnole, qui a reçu son nom en l'honneur de la ville de Gérone.

## Historique
Pendant la guerre hispano-sud-américaine, elle est restée en Espagne affectée à des missions de lutte contre les corsaires chiliens et péruviens dans l'océan Atlantique, où en août 1866, elle a capturé la corvette chilienne récemment acquise Pampero qui a été incorporée dans la marine espagnole sous le nom de Gerona et fut affectée en 1868 à l'escouade des Antilles.
Après la révolution cantonale, elle a rejoint l'escadre d'entraînement avec son sister-ship Almansa. A l'occasion de l'inauguration de l'Exposition universelle de Barcelone de 1888, plusieurs navires de l'escadre espagnole se sont rencontrés dans le port, la frégate blindée Numancia, la frégate à hélices Gerona et Blanca, les croiseurs Castilla et Navarra, Isla de Luzón et Isla de Cuba, le Destructor, les canonnières Pilar et Cóndor et le transport Legazpi . 
Elle a participé à des opérations militaires en Afrique du Nord pendant la première guerre du Rif en 1893, peu de temps après avoir été utilisé comme navire école d'artillerie. En 1898, elle est devenue un dépôt maritime, étant mis au rebut à la fin de cette année.